# Филдер, Принс
Принс Семиен Филдер (англ. Prince Semien Fielder; род. 9 мая 1984, Онтарио, Калифорния, США) — американский бейсболист, выступавший в главной лиги бейсбола за команды «Милуоки Брюэрс», «Детройт Тайгерс» и «Техас Рейнджерс». Играет на позиции игрока первой базы.

## Карьера
Был выбран «Пивоварами» в первом раунде драфта 2002 года. Успешно играл во всех уровнях системы «Брюэрс» выбивая больше двадцати хоум-ранов за сезон.
В МЛБ был вызван 13 июня 2005 года, дебютировав в поединке против «Тампы Бэй», в матчах интерлиге назначенным хиттером, выйдя на биту четыре раза, но не выбив ни одного хита. 25 июня в поединке против «Миннесоты» выбил тройной хоум-ран с подачи Джесси Крейна, который стал первым в его карьере. После окончания этих матчей был отправлен обратно в майнор-лигу, поскольку его первая база была занята Лайлом Овербэем. 17 августа 2005 года был снова вызван в МЛБ и доиграл там до конца сезона выходя пинч-хиттером.
Перед сезоном 2006 года команду покинул Овербэй и Принс Филдер стал основным игроком на первой базе. Сезон он провёл достаточно неплохо, выбив 28 хоум-ранов и 81 RBI.
Сильно провёл первую половину сезона 2007 года, выбил 27 хоум-ранов и 66 RBI в период с апреля до июня. Был первый раз включён на Матч Всех Звёзд, при этом выбран в старте, опередив Альберта Пухольса и Райана Хоуарда. 15 сентября 2007 года выбил хоум-ран в поединке против «Редс», который стал для него 46-м, тем самым установив рекорд «Брюэрс» по хоум-ранам за сезон. Всего после сезона у него было 50 хоум-ранов и 119 RBI. После сезона получил Сильвер Слаггер Эворд и Хэнк Аарон Эворд.

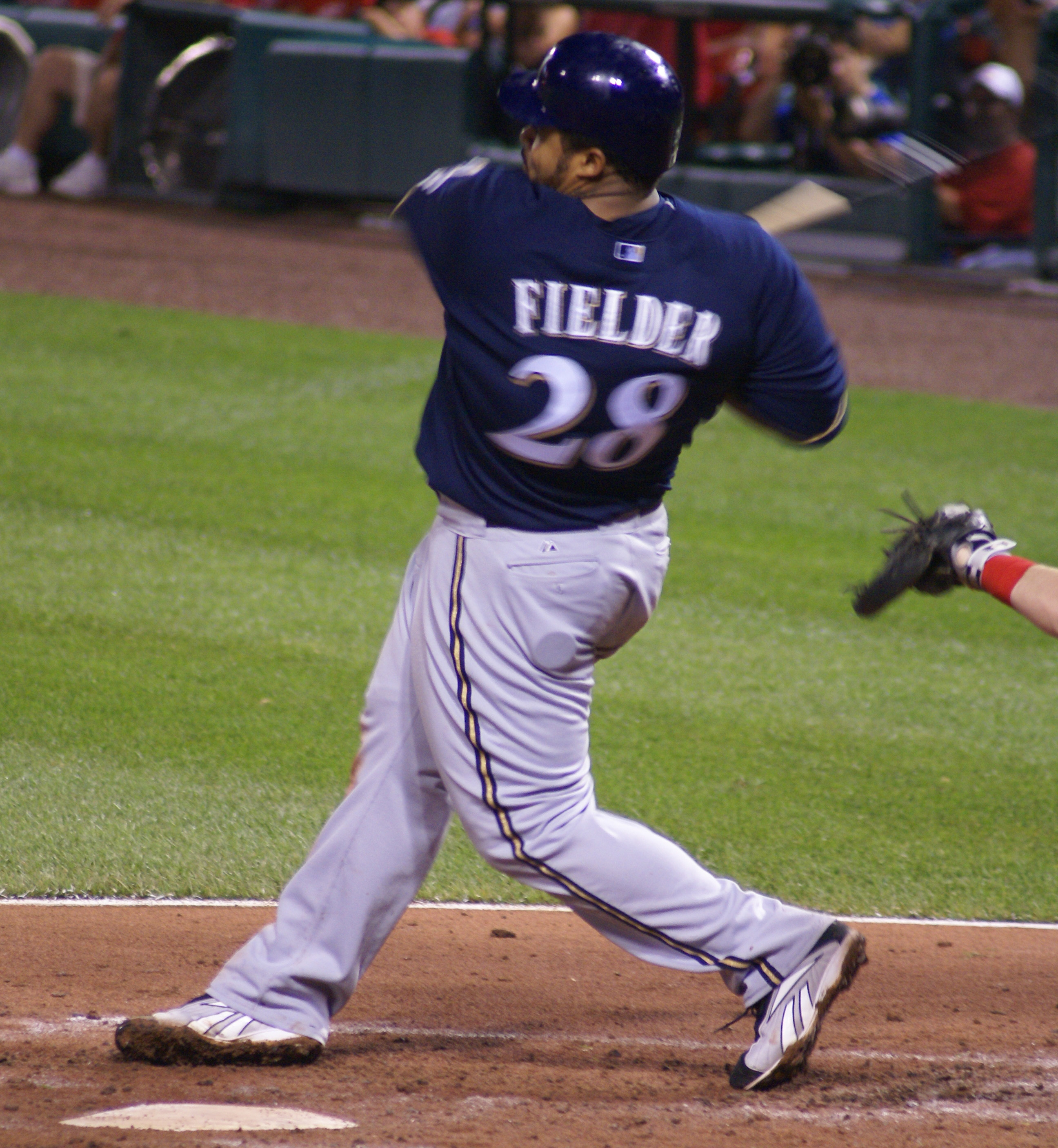
Принс Филдер в «Милуоки»

Перед сезоном 2008 года подписал однолетний контракт с «Милуоки» на сумму 670 тыс. долларов, что его не очень устраивало. 19 июня Принс выбил свой второй в карьере инсайд-парк хоум-ран в поединке против «Блю Джейс». 4 августа, в поединке против «Редс», в дагауте «Милуоки» произошла потасовка между одноклубниками, стартовый питчером Мэнни Парра и Принсом Филдером. После небольшой перепалки расстроенный Мэтью бросил куртку Принса, что разозлило того и он два раза толкнул Парру в стену, после чего был сразу же заблокирован одноклубниками. В передаче по ESPN под названием Baseball Tonight затем сообщили, что Парра сказал Филдеру «Подними свою жирную задницу и играй в защите». На неделе с 15-го по 21-е сентября был назван игроком недели в НЛ. Сезон завершил с 34 хоум-ранами и 102 RBI.
Перед сезоном 2009 года сумел согласовать двухлетний контракт с Милуоки, по которому получил 18 млн. долларов. 15 июня 2009 года в поединке проти в «Индейцев» выбил свой первый грэнд-слэм с подачи Рафаэля Переса. Второй раз попал в Матч Всех Звёзд, причём выиграл в Хоум-Ран Дерби. При этом он выбил самый дальний хоум-ран в истории этого шоу, его длина составила 503 фута.
4 августа, спустя год, снова был завязан с скандал. В поединке против «Доджерс», в конце девятого иннинга при двух аутах питчер Гильермо Мота подал намеренно ему в ногу, за что был снят с игры. «Доджерсы» выиграли матч со счётом 17-4, Принс Филдер после матча пытался добраться в раздевалку «Лос-Анджелеса», но был остановлен охраной, причём этот эпизод смогли захватить журналисты.
По окончании сезона стал вторым в лиге по хоум-ранам (выбил 46 раз) и первым по RBI (141).
Сезон 2010 года провёл слабее своего уровня, выбив всего 32 хоум-рана и 83 RBI.
Перед сезоном, 18 января 2011 года согласовал с «Милуоки» однолетний контракт на сумму 15,5 млн долларов. Стал MVP Матча Всех Звёзд, выбив тройной хоум-ран в игре. Выбил в сезоне 38 хоум-ранов и 120 RBI. Стал четвёртым игроком в истории «Милуоки», которому удавалось выбить более сотни RBI за сезон. Кроме него, это сделали Райан Брон и Сесил Купер. Финишировал третьим в голосовании за MVP Национальной Лиги, проиграв победителю, своему одноклубнику Райану Брауну и Мэтту Кемпу.
«Милуоки» вышли уверенно в постсезон, но проиграл в Серии Национальной Лиги «Кардиналам». Принс выбил в постсезоне три хоум-рана и шесть RBI, но «Пивоварам» это не помогло.
26 января 2012 года Принс Филдер подписал девятилетний контракт с «Детройтом» на 214 млн долларов. 5 апреля первый раз вышел на биту в форме «Тигров» и сразу выбил сингл. 9 июля 2012 года снова выиграл хоум-ран дерби. Вместе с Детройтом попал в Постсезон, где команда пока дошла до Мировых Серий.

## Семья
Женат. Супруга Шанель. Имеет двух детей.